# Código de barras de persistencia
En el análisis de datos topológicos, un código de barras de persistencia, a veces abreviado como código de barras, es un invariante algebraico asociado con un complejo de cadena filtrada o un módulo de persistencia que caracteriza la estabilidad de las características topológicas a lo largo de una familia creciente de espacios.  Formalmente, un código de barras de persistencia consiste en un conjunto múltiple de intervalos en la línea real extendida, donde la longitud de cada intervalo corresponde a la vida útil de una característica topológica en una filtración, generalmente construida sobre una nube de puntos, un gráfico, una función o, más generalmente, un complejo simplicial o un complejo de cadena. Generalmente, los intervalos más largos en un código de barras corresponden a características más sólidas, mientras que es más probable que los intervalos más cortos representen ruido en los datos. Un código de barras de persistencia es un invariante completo que captura toda la información topológica en una filtración.  En topología algebraica, los códigos de barras de persistencia fueron introducidos por primera vez por Sergey Barannikov en 1994 como invariantes de "formas canónicas"  que consisten en un multiconjunto de segmentos de línea con extremos en dos líneas paralelas, y más tarde, en el procesamiento de geometría, por Gunnar Carlsson et al. en 2004. 

## Definición
Dejar {\displaystyle \mathbb {F} } ser un campo fijo. Considere una función de valor real en un complejo de cadena. {\displaystyle f:K\rightarrow \mathbb {R} } compatible con el diferencial, de modo que {\displaystyle f(\sigma _{i})\leq f(\tau )} cuando sea {\displaystyle \partial \tau =\sum _{i}\sigma _{i}} en {\displaystyle K} . Entonces para cada {\displaystyle a\in \mathbb {R} } El conjunto de subniveles {\displaystyle K_{a}=f^{-1}((-\infty ,a])} es un subcomplejo de K, y los valores de {\displaystyle f} en los generadores en {\displaystyle K} definir una filtración (que en la práctica siempre es finita):
{\displaystyle \emptyset =K_{0}\subseteq K_{1}\subseteq \cdots \subseteq K_{n}=K} .
Entonces, el teorema de clasificación de complejos filtrados establece que para cualquier complejo de cadena filtrado sobre {\displaystyle \mathbb {F} }, existe una transformación lineal que preserva la filtración y lleva el complejo filtrado a la llamada forma canónica, una suma directa definida canónicamente de complejos filtrados de dos tipos: complejos bidimensionales con homología trivial {\displaystyle d(e_{a_{j}})=e_{a_{i}}} y complejos unidimensionales con diferenciales triviales {\displaystyle d(e_{a'_{i}})=0}.  El multiconjunto {\displaystyle {\mathcal {B}}_{f}} de los intervalos {\displaystyle [a_{i},a_{j})} o {\displaystyle [a_{i}',\infty )} La descripción de la forma canónica se denomina código de barras y es el invariante completo del complejo de cadena filtrado.

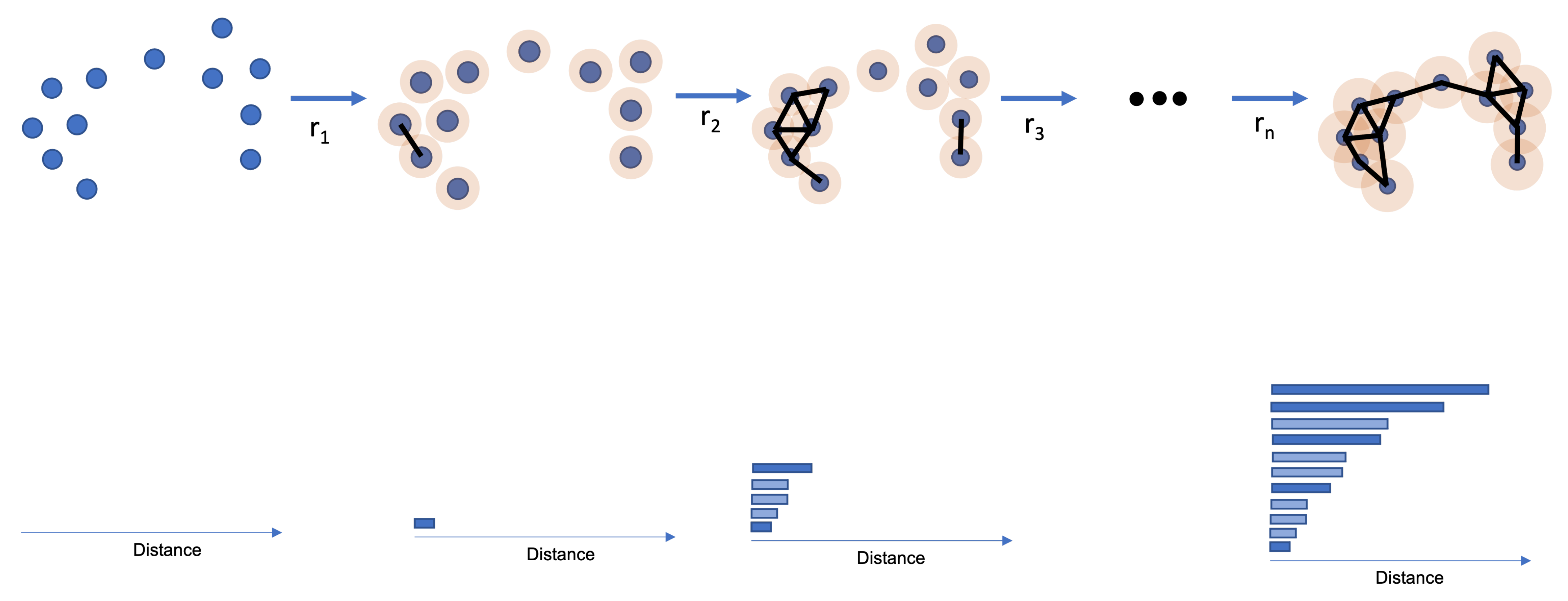
Una serie de cuatro complejos simpliciales anidados y el código de barras de persistencia de dimensión 0 de la filtración resultante.

El concepto de módulo de persistencia está íntimamente ligado a la noción de complejo de cadena filtrada. Un módulo de persistencia {\displaystyle M} indexado sobre {\displaystyle \mathbb {R} } consiste en una familia de {\displaystyle \mathbb {F} } - espacios vectoriales {\displaystyle \{M_{t}\}_{t\in \mathbb {R} }} y mapas lineales {\displaystyle \varphi _{s,t}:M_{s}\to M_{t}} Para cada uno {\displaystyle s\leq t} de tal manera que {\displaystyle \varphi _{s,t}\circ \varphi _{r,s}=\varphi _{r,t}} a pesar de {\displaystyle r\leq s\leq t} .  Esta construcción no es específica de {\displaystyle \mathbb {R} } De hecho, funciona de forma idéntica con cualquier conjunto totalmente ordenado.
Un módulo de persistencia {\displaystyle M} Se dice que es de tipo finito si contiene un número finito de espacios vectoriales únicos de dimensión finita. A esta última condición a veces se la denomina " dimensionalidad finita puntual" . 
Dejar {\displaystyle I} ser un intervalo en {\displaystyle \mathbb {R} } . Definir un módulo de persistencia {\displaystyle Q(I)} a través de {\displaystyle Q(I_{s})={\begin{cases}0,&{\text{if }}s\notin I;\\\mathbb {F} ,&{\text{otherwise}}\end{cases}}}, donde los mapas lineales son el mapa identidad dentro del intervalo. El módulo {\displaystyle Q(I)} A veces se lo denomina módulo de intervalo. 
Entonces, para cualquier {\displaystyle \mathbb {R} } -módulo de persistencia indexado {\displaystyle M} De tipo finito, existe un multiconjunto {\displaystyle {\mathcal {B}}_{M}} de intervalos tales que {\displaystyle M\cong \bigoplus _{I\in {\mathcal {B}}_{M}}Q(I)}, donde la suma directa de los módulos de persistencia se realiza índice por índice. El multiconjunto {\displaystyle {\mathcal {B}}_{M}} se llama código de barras de {\displaystyle M}, y es único hasta un reordenamiento de los intervalos. 
Este resultado fue extendido al caso de módulos de persistencia de dimensión finita puntuales indexados sobre un conjunto totalmente ordenado arbitrario por William Crawley-Boevey y Magnus Botnan en 2020, basándose en resultados conocidos del teorema de estructura para módulos generados finitamente sobre un PID, así como el trabajo de Cary Webb para el caso de los números enteros. 